# Friedrich Carl Holtz
Friedrich Carl Holtz (* 17. April 1882 in Raben Steinfeld; † 27. April 1939 in Berlin) war ein deutscher, nationalistischer und antisemitischer politischer Schriftsteller und Verleger.

## Leben
Holtz war zunächst als Beamter im hamburgischen Staatsdienst tätig, schied aber per 31. Dezember 1913 wegen des Vorwurfs der Unterschlagung aus. Nachdem er als Freiwilliger bereits 1900/1901 in Tientsin am Chinafeldzug teilgenommen hatte und kriegsuntauglich zurückgekehrt war, meldete er sich zu Beginn des Ersten Weltkrieges erneut freiwillig an die Front. 1915 wurde er als Ausbilder eingesetzt. 1917 erhielt er als Militärjournalist die Leitung der mobilen Feldzeitung Schützengraben in der 54. Infanterie-Division unter General Oskar von Watter. Ende 1918 kehrte er in seine Heimatstadt Hamburg zurück und wurde hier mit den Folgen der Novemberrevolution „als Aufstand des Pöbels“ konfrontiert. Bereits am 14. Dezember 1918 erschien die erste Ausgabe der Hamburger Warte als Wochenzeitung, seiner „politischen Kampfschrift“ gegen Marxismus und Judentum. Mit ihr wurde er „zum bestgehassten Journalisten der Hamburger Nachkriegszeit“. Unter anderem wandte er sich im März 1919 in einer Sonderausgabe mit einer Anklageschrift gegen den „Diktator Heinrich Laufenberg“ als Vorsitzenden des Arbeiter- und Soldatenrates. 1919 wurde er Vorsitzender des Deutschen Bismarckbundes, einer der DNVP-eigenen paramilitärischen Organisation. Für die Bismarck-Jugend (1920) erschien die Jungdeutsche Warte. 1920 forderte er zur Unterstützung des Kapp-Putsches auf und wurde deshalb wegen Hochverrats in Schutzhaft genommen. 1922 erfolgte auf der Grundlage des Republikschutzgesetzes wegen eines Hetzartikels zum Rathenau-Mord das Verbot der Hamburger Warte. Holtz wich daraufhin nach München aus und gab dort den Fridericus als neue zentrumsfeindliche, antipazifistische und antisemitische Wochenzeitung heraus. Daneben gründete er in Berlin als Nebenzeitung und als zweite „vaterländische Wochenschrift“ Die Fackel. 1923 übersiedelte er nach Berlin, nachdem seine Wochenschrift wegen seines Eintretens für Erich Ludendorff in Bayern verboten wurde. 1927/28 kandidierte er in Berlin erfolglos für ein DNVP-Reichstagsmandat. 1928 rief er die „nationale Front“ zur Rettung der „Femerichter“ im Stettiner Fememordprozess, insbesondere des Hauptangeklagten, des SA-Führers Edmund Heines, auf. 1929 war er in Hamburg beteiligt an der Gründung der Gewerkschaft Deutsche Hilfe, „damit den Gewerkschaften der Roten die Spitze geboten werde“. Holtz blieb seiner deutschvölkischen und antisemitischen Tradition verbunden und begrüßte mit der Machtübernahme der Nationalsozialisten das „neue Deutschland“.
Seine letzte Ruhestätte fand er auf dem Südwestkirchhof Stahnsdorf.

## Schriften
- Musketier Plückhahns Kriegstrauung, Erzählungen, 1917.
- Die hamburgische Revolution, Hamburg 1919. (mit Hanns Prehn von Dewitz)
- Sozialdemokratische Spitzenleistungen, die jeder Deutsche kennen muss, Berlin 1930.
- Aus meiner gelben Mappe. Politische Streiflichter, 1. Folge, Hamburg 1921; 2. Folge, München 1923.
- Haut ihm! Ein ernstes, lustiges, wildes und besinnliches Buch, Berlin 1934.
- Nacht der Nation. Erinnerungen, Berlin 1939.